# Atylotus theodori
Atylotus theodori är en tvåvingeart som beskrevs av Abbassian-lintzen 1964. Atylotus theodori ingår i släktet Atylotus och familjen bromsar.
Artens utbredningsområde är Iran. Inga underarter finns listade i Catalogue of Life.